# 古莉·查夏
古莉·查夏 OBE （1960年1月10日—）是一名印度裔英國電影導演和編劇。她的大部分電影都是探討生活在英國的印度人的生活。她的作品的共同主題是展示生活在英國的印度婦女的考驗，以及她們必須如何調和她們融合的傳統和現代文化。雖然她的許多電影看起來像是關於印度婦女的簡單的古怪喜劇，但實際上它們涉及許多社會和情感問題，特別是那些夾在兩個世界之間的移民所面臨的問題。
她的許多作品也包括從書本到電影的改編，但有不同的風格。她最出名的是電影《海灘假期》（1993年）、《我愛碧咸》（2002年）、《新娘與偏見》（2004年）、《青春愛欲吻》（2008年）、《美好來生》（2010年）和《亂世傷痕：末代總督的秘密》（2017年）。她的最新作品是傳記式音樂喜劇-劇情片《炫目之光》和電視節目《比徹姆大宅》。

## 影視作品

### 電影
| 年份 | 標題                     | 標題                                          | 職務 | 職務 | 職務   | 備註                 |
| 年份 | 譯名                     | 原名                                          | 導演 | 編劇 | 製片人 | 備註                 |
| ---- | ------------------------ | --------------------------------------------- | ---- | ---- | ------ | -------------------- |
| 1991 | 不適用                   | A Nice Arrangement                            | 是   | 是   | 否     | 短篇電影             |
| 1992 | 不適用                   | Acting Our Age                                | 是   | 是   | 否     | 短篇電影             |
| 1993 | 海灘假期                 | Bhaji on the Beach                            | 是   | 故事 | 否     |                      |
| 1994 | 不適用                   | What Do You Call an Indian Woman Who's Funny? | 是   | 否   | 是     | 短篇紀錄片           |
| 2000 | 感恩節大餐               | What's Cooking?                               | 是   | 是   | 助理   |                      |
| 2002 | 我愛碧咸                 | Bend It Like Beckham                          | 是   | 是   | 是     |                      |
| 2004 | 新娘與偏見               | Bride and Prejudice                           | 是   | 是   | 是     |                      |
| 2005 | 調情魔師                 | The Mistress of Spices                        | 否   | 是   | 是     |                      |
| 2006 | 巴黎我愛你               | Paris, je t'aime                              | 是   | 是   | 否     | 片段：「塞納河河堤」 |
| 2008 | 青春愛欲吻               | Angus, Thongs and Perfect Snogging            | 是   | 是   | 是     |                      |
| 2010 | 美好來生                 | It's a Wonderful Afterlife                    | 是   | 是   | 是     |                      |
| 2017 | 亂世傷痕：末代總督的秘密 | Viceroy's House                               | 是   | 是   | 是     |                      |
| 2019 | 炫目之光                 | Blinded by the Light                          | 是   | 是   | 是     |                      |
| TBA  | 帕什米娜                 | Pashmina                                      | 是   | 是   | 是     |                      |
| TBA  | 不適用                   | L'Argent                                      | 是   | 是   | 是     |                      |
| TBA  | 未定名阿德曼電影         | Untitled Aardman film                         | 是   | 是   | 是     |                      |

### 電視劇
- 《I'm British But...》（1989）
- 《Pain, Passion and Profit》（1992）
- 《Rich Deceiver》（1995，電視電影）
- 《Desi Rascals》（2015）
- 《比徹姆大宅（英语：Beecham House）》（2019）

## 外部連結
- Biography and filmography（页面存档备份，存于） from the British Film Institute's Screenonline
- SAWNET biography
- Gurinder Chadha（页面存档备份，存于） at the Internet Movie Database
- Interview: Gurinder Chadha （页面存档备份，存于） The Observer
- Gurinder Chadha on Who Do You Think You Are? （页面存档备份，存于）
- Interview: Gurinder Chadha （页面存档备份，存于） The Guardian